# Бањоле (Француска)
Бањоле (фр. Bagnolet) је насељено место у Француској у региону Париски регион, у департману Сена Сен Дени.
По подацима из 2011. године у општини је живело 34.513 становника, а густина насељености је износила 13429,18 становника/km².

## Демографија
| 1962.  | 1968.  | 1975.  | 1982.  | 1990.  | 2011.  |
| ------ | ------ | ------ | ------ | ------ | ------ |
| 31.591 | 34.054 | 35.906 | 32.557 | 32.600 | 34.513 |